# Conura nigricornis
Conura nigricornis är en stekelart som först beskrevs av Fabricius 1798.  Conura nigricornis ingår i släktet Conura och familjen bredlårsteklar. Inga underarter finns listade i Catalogue of Life.